# Scottish Football League First Division (2009/2010)
Rozgrywki Scottish Football League First Division w sezonie 2009/2010 odbywały się po raz piętnasty w obecnym formacie z dziesięcioma zespołami.
Inverness Caledonian Thistle po roku powrócił do Scottish Premier League.

## Awanse i spadki po sezonie 2008/2009

### SPL & First Division
Spadek z Premier League do First Division
- Inverness Caledonian Thistle

Awans z First Division do Premier League
- St. Johnstone

### First & Second Division
Spadek z First Division do Second Division
- Clyde

Spadek z First Division do Third Division
- Livingston[1]

Awans z Second Division do First Division
- Raith Rovers
- Ayr United

## Tabela
| Lp. | Drużyna                             | M  | Z  | R  | P  | B+ | B- | +/– | Pkt | Awans, kwalifikacja lub spadek |
| --- | ----------------------------------- | -- | -- | -- | -- | -- | -- | --- | --- | ------------------------------ |
| 1   | Inverness Caledonian Thistle (M, A) | 36 | 21 | 10 | 5  | 72 | 32 | +40 | 73  | awans do Premier League        |
| 2   | Dundee                              | 36 | 16 | 13 | 7  | 48 | 34 | +14 | 61  |                                |
| 3   | Dunfermline Athletic                | 36 | 17 | 7  | 12 | 54 | 44 | +10 | 58  |                                |
| 4   | Queen of the South                  | 36 | 15 | 11 | 10 | 53 | 40 | +13 | 56  |                                |
| 5   | Ross County                         | 36 | 15 | 11 | 10 | 46 | 44 | +2  | 56  |                                |
| 6   | Partick Thistle                     | 36 | 14 | 6  | 16 | 43 | 40 | +3  | 48  |                                |
| 7   | Raith Rovers                        | 36 | 11 | 9  | 16 | 36 | 47 | −11 | 42  |                                |
| 8   | Greenock Morton                     | 36 | 11 | 4  | 21 | 40 | 65 | −25 | 37  |                                |
| 9   | Airdrie United (B, S)               | 36 | 8  | 9  | 19 | 41 | 56 | −15 | 33  | First Division play-offs       |
| 10  | Ayr United (S)                      | 36 | 7  | 10 | 19 | 29 | 60 | −31 | 31  | spadek do Second Division      |

## Wyniki
| Gospodarz \ Gość             | AIR | AYR | DND | DNF | GMO | INV | PAR | QOS | RAI | ROS | AIR | AYR | DND | DNF | GMO | INV | PAR | QOS | RAI | ROS |
| ---------------------------- | --- | --- | --- | --- | --- | --- | --- | --- | --- | --- | --- | --- | --- | --- | --- | --- | --- | --- | --- | --- |
| Airdrie United               |     | 3–1 | 1–1 | 1–1 | 2–4 | 1–1 | 2–5 | 1–1 | 1–2 | 0–1 |     | 1–1 | 3–0 | 0–1 | 3–0 | 0–1 | 2–0 | 0–1 | 3–0 | 1–1 |
| Ayr United                   | 1–1 |     | 2–2 | 1–0 | 0–2 | 1–5 | 1–1 | 0–1 | 1–0 | 1–1 | 1–4 |     | 1–1 | 1–2 | 2–0 | 0–7 | 1–0 | 3–0 | 0–2 | 0–1 |
| Dundee                       | 2–1 | 3–1 |     | 1–0 | 1–0 | 2–2 | 2–0 | 0–0 | 2–1 | 2–0 | 0–1 | 3–0 |     | 3–2 | 3–1 | 2–2 | 1–0 | 1–1 | 2–0 | 0–1 |
| Dunfermline Athletic         | 2–0 | 3–1 | 1–1 |     | 3–1 | 0–1 | 3–1 | 1–4 | 0–2 | 3–3 | 2–0 | 0–1 | 2–1 |     | 4–1 | 0–0 | 1–2 | 3–1 | 2–1 | 1–2 |
| Greenock Morton              | 1–0 | 1–0 | 0–1 | 0–2 |     | 0–3 | 0–2 | 1–2 | 5–0 | 0–1 | 2–1 | 2–1 | 2–2 | 1–2 |     | 0–2 | 1–0 | 3–3 | 1–1 | 1–1 |
| Inverness Caledonian Thistle | 2–0 | 0–0 | 1–1 | 1–1 | 4–1 |     | 2–3 | 1–3 | 1–0 | 1–3 | 4–0 | 3–3 | 1–0 | 2–0 | 1–0 |     | 2–1 | 3–1 | 4–3 | 3–0 |
| Partick Thistle              | 2–0 | 2–0 | 0–2 | 2–0 | 5–0 | 2–1 |     | 2–2 | 1–2 | 0–0 | 2–0 | 0–1 | 0–1 | 1–4 | 1–0 | 0–1 |     | 1–0 | 0–0 | 2–1 |
| Queen of the South           | 3–0 | 2–0 | 2–0 | 1–2 | 2–3 | 1–1 | 1–0 |     | 1–1 | 2–0 | 2–2 | 3–0 | 1–1 | 2–0 | 1–2 | 1–3 | 1–0 |     | 3–0 | 1–0 |
| Raith Rovers                 | 1–1 | 0–0 | 2–2 | 1–2 | 3–0 | 0–1 | 1–1 | 1–0 |     | 2–1 | 0–1 | 1–1 | 1–0 | 1–2 | 1–2 | 0–4 | 1–0 | 0–0 |     | 4–1 |
| Ross County                  | 2–1 | 2–1 | 0–1 | 0–0 | 3–1 | 2–1 | 2–2 | 3–2 | 0–1 |     | 5–3 | 1–0 | 1–1 | 2–2 | 2–1 | 0–0 | 1–2 | 1–1 | 1–0 |     |

## First Division play-offs
Cowdenbeath wygrał w dwumeczu z Brechin City finał baraży o miejsce w Scottish Football League First Division na sezon 2010/2011, rozegrany między trzema drużynami Scottish Football League Second Division i jedną ze Scottish Football League First Division.
|  | Półfinał | Półfinał       | Półfinał | Półfinał     | Półfinał |   |   | Finał       | Finał | Finał | Finał | Finał |  |
|  |          |                |          |              |          |   |   |             |       |       |       |       |  |
|  | 3        | Cowdenbeath    | 2        | 1            | 3        |   |   |             |       |       |       |       |  |
|  | 3        | Cowdenbeath    | 2        | 1            | 3        |   |   |             |       |       |       |       |  |
|  | 2        | Alloa Athletic | 1        | 0            | 1        |   |   |             |       |       |       |       |  |
|  | 2        | Alloa Athletic | 1        | 0            | 1        |   | 3 | Cowdenbeath | 0     | 3     | 3     |       |  |
|  |          |                |          |              |          |   | 3 | Cowdenbeath | 0     | 3     | 3     |       |  |
|  |          |                | 4        | Brechin City | 0        | 0 | 0 |             |       |       |       |       |  |
|  | 4        | Brechin City   | 4        | Brechin City | 0        | 0 | 0 | 1           | 2     | 3     |       |       |  |
|  | 4        | Brechin City   |          |              |          |   |   |             |       | 3     |       |       |  |
|  | 9        | Airdrie United | 1        | 0            | 1        |   |   |             |       |       |       |       |  |

| 5 maja 2010 | Cowdenbeath       | 1:1   | Alloa Athletic    |                                                              |
| 20:45       | John Dempster 90' | (0:1) | 16' David Gormley | Central Park, Cowdenbeath Widzów: 578 Sędzia: George Salmond |

| 8 maja 2010 | Alloa Athletic | 0:2   | Cowdenbeath                           |                                                            |
| 16:00       |                | (0:0) | 59' Gareth Wardlaw · 82' Paul McQuade | Recreation Park, Alloa Widzów: 1234 Sędzia: Crawford Allan |

| 5 maja 2010 | Brechin City                               | 2:1   | Airdrie United    |                                                      |
| 20:45       | Rory McAllister 10' · Charlie King 45' (k) | (2:1) | 15' Scott Gemmill | Glebe Park, Brechin Widzów: 583 Sędzia: Brian Winter |

| 8 maja 2010 | Airdrie United | 0:1   | Brechin City        |                                                             |
| 16:00       |                | (0:0) | 61' Rory McAllister | Excelsior Stadium, Airdrie Widzów: 1156 Sędzia: Euan Norris |

| 12 maja 2010 | Cowdenbeath | 0:0   | Brechin City |                                                               |
| 20:45        |             | (0:0) |              | Central Park, Cowdenbeath Widzów: 1119 Sędzia: Stephen Finnie |

| 16 maja 2010 | Brechin City | 0:3   | Cowdenbeath                             |                                                    |
| 16:00        |              | (0:3) | 17' Joe Mbu · 25', 45+4' Gareth Wardlaw | Glebe Park, Brechin Widzów: 1627 Sędzia: Alan Muir |

## Najlepsi strzelcy
| Bramki | Strzelcy         | Drużyna              |
| ------ | ---------------- | -------------------- |
| 24     | Adam Rooney      | Inverness CT         |
| 15     | Gary Harkins     | Dundee               |
| 12     | Richie Foran     | Inverness CT         |
| 12     | Leigh Griffiths  | Dundee               |
| 11     | John Baird       | Airdrie United       |
| 10     | Liam Buchanan    | Partick Thistle      |
| 10     | Derek Holmes     | Queen of the South   |
| 10     | Peter Weatherson | Greenock Morton      |
| 10     | Willie Gibson    | Dunfermline Athletic |
| 10     | Jonny Hayes      | Inverness CT         |

## Stadiony
| Airdrie United             |
| -------------------------- |
| Excelsior Stadium, Airdrie |
| 10 171                     |
|                            |

| Dunfermline Athletic       |
| -------------------------- |
| East End Park, Dunfermline |
| 11 998                     |
|                            |

| Dundee            |
| ----------------- |
| Dens Park, Dundee |
| 11 856            |
|                   |

| Inverness Caledonian Thistle  |
| ----------------------------- |
| Caledonian Stadium, Inverness |
| 7711                          |
|                               |

| Greenock Morton     |
| ------------------- |
| Cappielow, Greenock |
| 11 612              |
|                     |

| Partick Thistle          |
| ------------------------ |
| Firhill Stadium, Glasgow |
| 10 887                   |
|                          |

| Queen of the South        |
| ------------------------- |
| Palmerston Park, Dumfries |
| 6412                      |
|                           |

| Ross County             |
| ----------------------- |
| Victoria Park, Dingwall |
| 6310                    |
|                         |

| Ayr United         |
| ------------------ |
| Somerset Park, Ayr |
| 10 185             |
|                    |

| Raith Rovers            |
| ----------------------- |
| Stark's Park, Kirkcaldy |
| 10 104                  |
|                         |